# Metusalem
Metusalem (også stavet Methusalem) er et urtidsmenneske fra det gamle testamente (GT), som er søn af Enok og far til Lemek. Metusalem er angiveligt Jordens længstlevende menneske, og han blev ifølge biblen 969 år (1.Mos. 5,21-27). Metusalem er blevet et folkeligt synonym for olding.
I Første Mosebogs kapitel 4, vers 17-18 er familien anderledes beskrevet; her er Enok far til Irad, der er far til Mehujael, der er far til Metushael, der er far til Lemek.